# Шаян (Закарпатская область)
Шаян (укр. Шаян) — село в Вышковской поселковой общине Хустского района Закарпатской области Украины. Здесь находится курорт «Шаян», где для лечения используются углекислые минеральные воды. Расстояние от районного центра Хуст — 17 км.
Целебные источники Мармароша были известны с древних времен, первые сообщения о минеральных источниках, на юго-восточной окраине с. Вышково, появились ещё с 1753 года. Известно также, что в 1818 году на базе углероднокислых гидрокарбонатных железистых минеральных вод была создана одна из старейших и известных купелей Мармарошского жупанатства — «Замкова купель». Здесь в 1952 году был открыт дом отдыха, а в 1957 году — санаторий.
Санаторий «Шаян» находится на расстоянии 18 км от г. Хуст, на склонах Виторлаг-Гутинского хребта на высоте 210 м над уровнем моря. Санаторий размещен на левому берегу реки Тисы возле подножья горы Большой Шаян, которая вместе с горами Средний и Малый Шаян окружают курортную зону, оставляя открытым только восточное направление. Благодаря этому здесь формируется местный микроклимат с почти безветренной и мягкой погодой. Средняя годовая температура воздуха +9 °С. Самые теплые месяцы — июль и август.
Минеральная вода «Шаянская» за общим составом гидрокарбонатов приближается к минеральным водам «Боржоми», «Ессентуки» и «Виши-Селестон» (Франция), но относится к Дилижанскому типу из-за наличия в её составе метакремниевой кислоты.

В окрестностях села на расстоянии 1 км находится озеро, где можно купаться, кататься на лодке или катамаране.

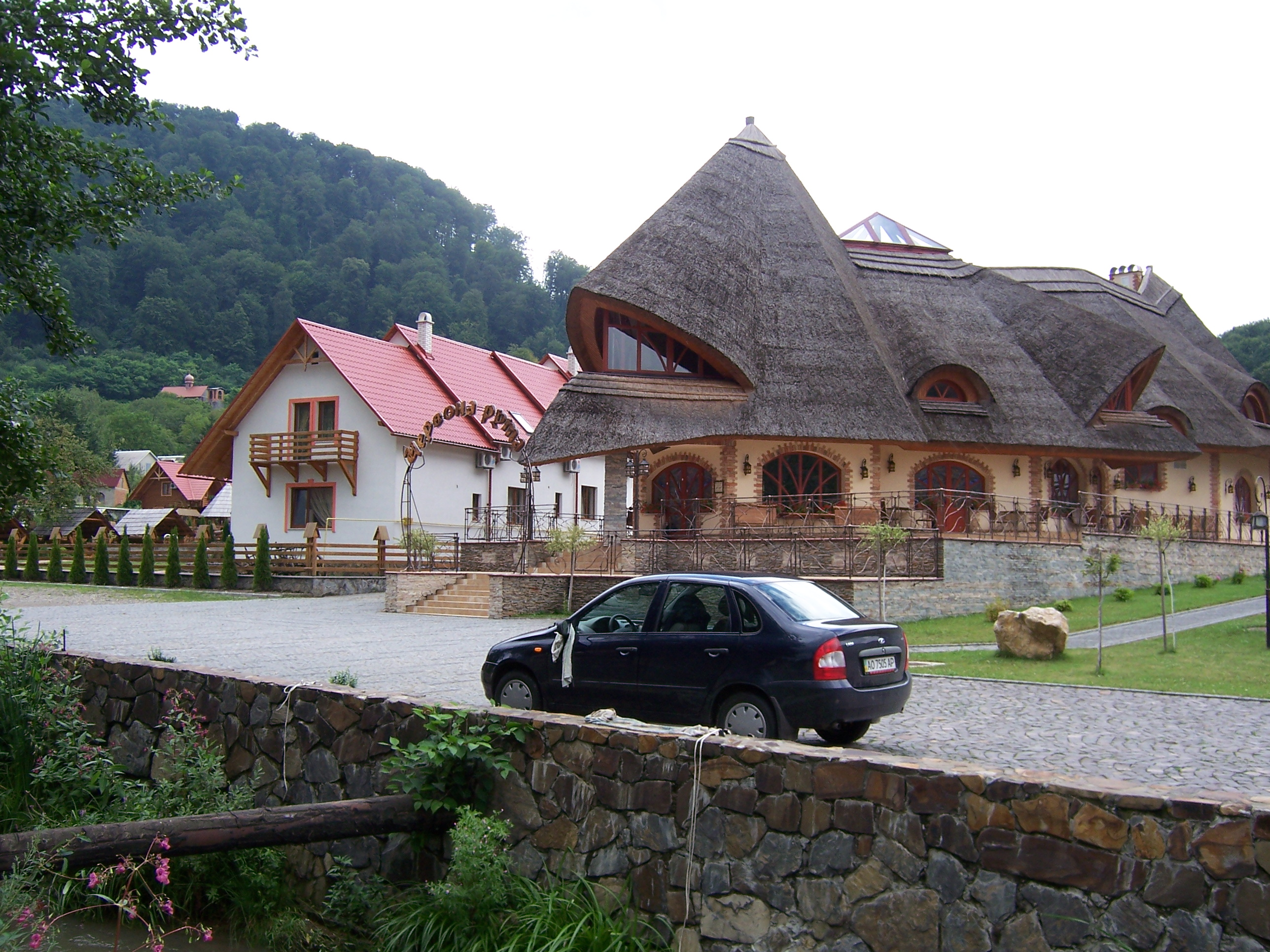
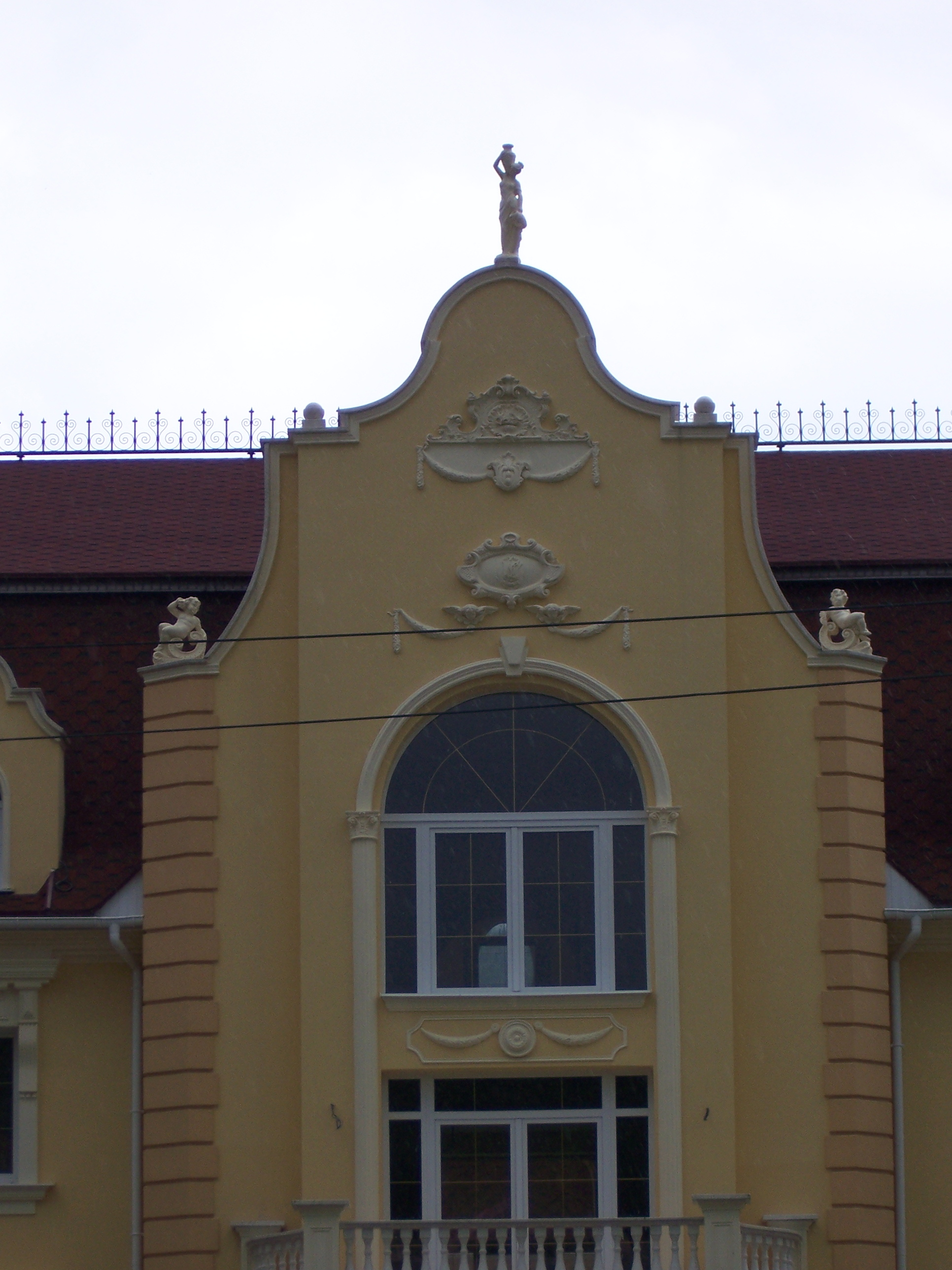
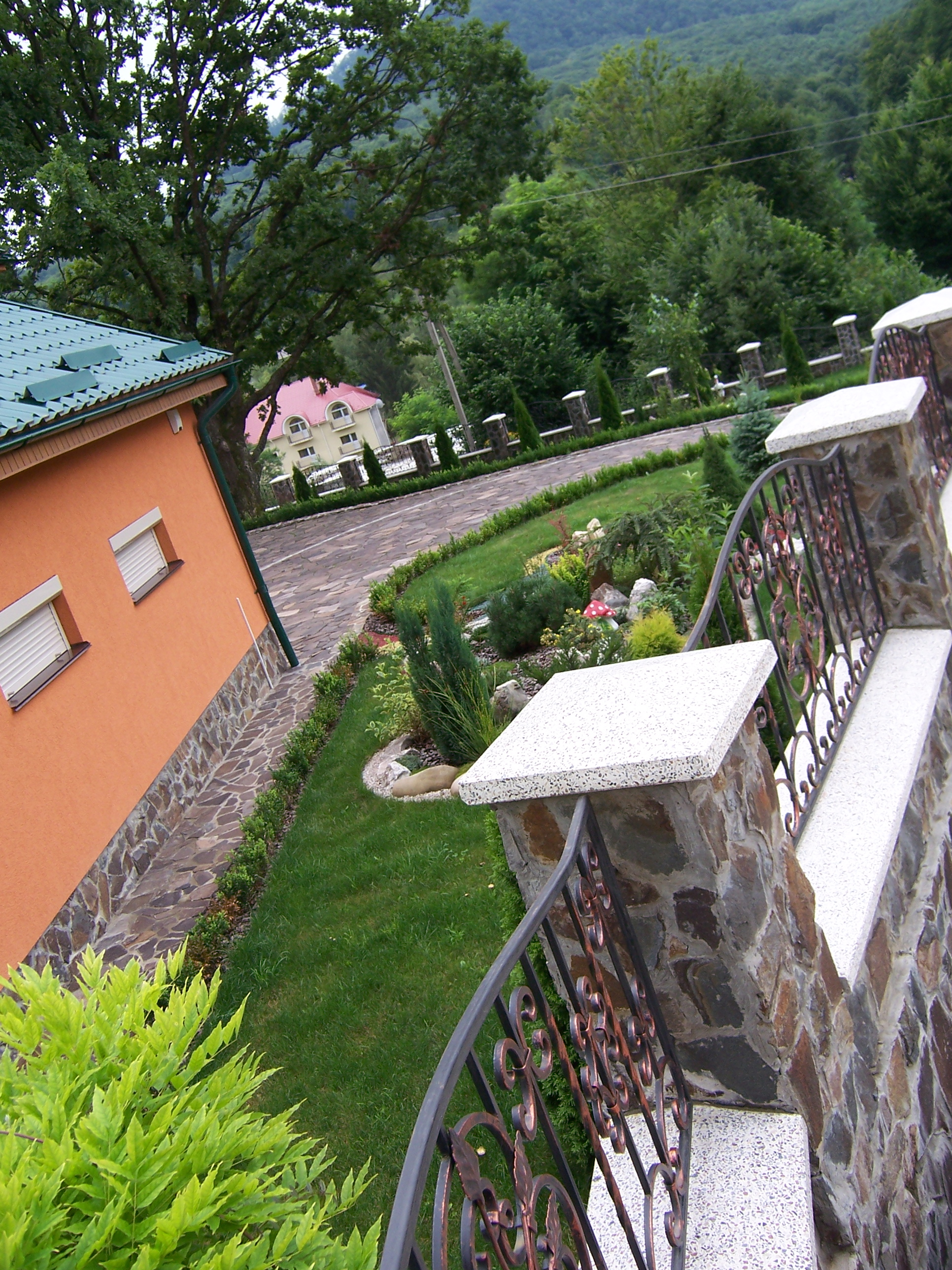
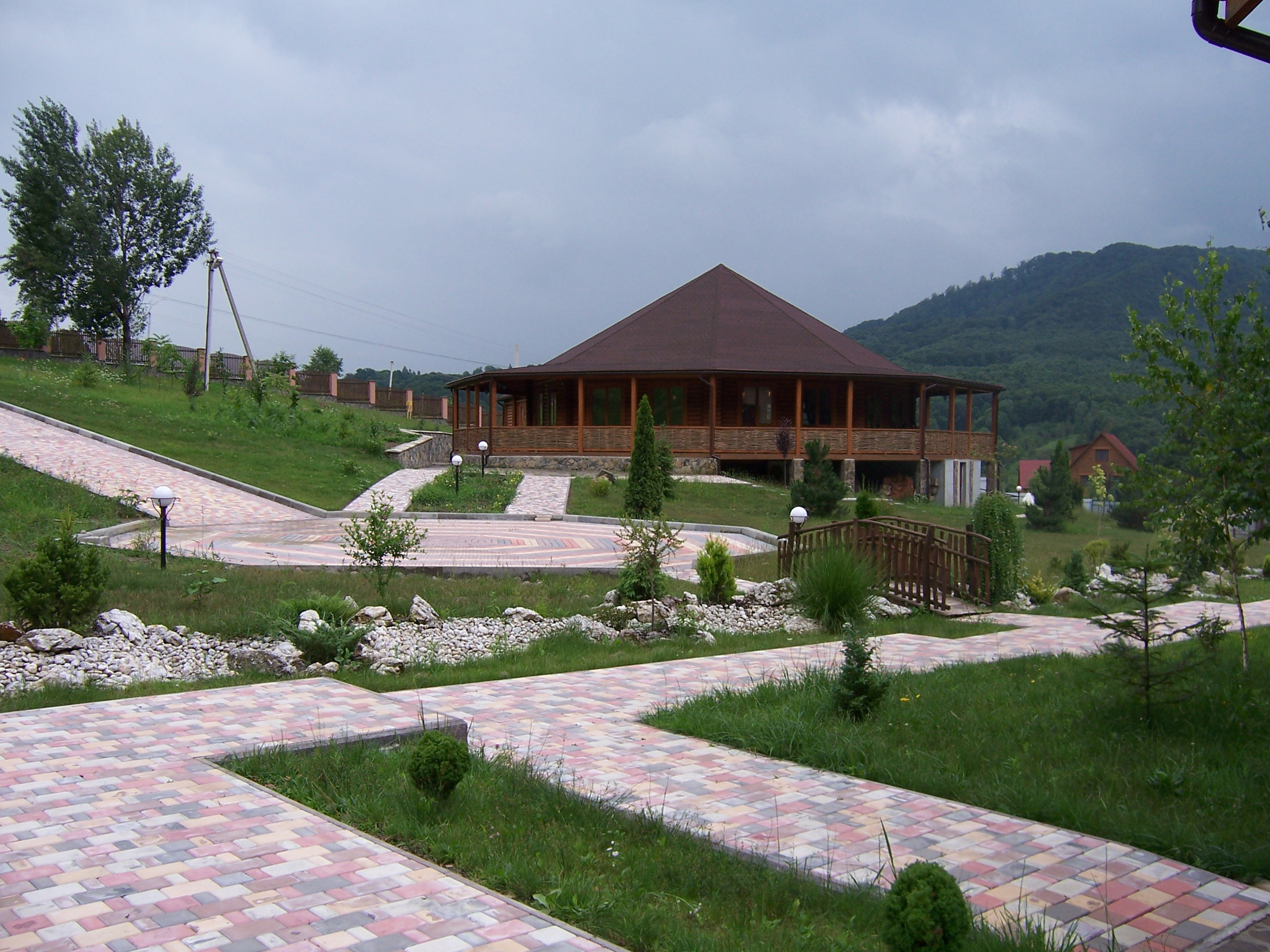
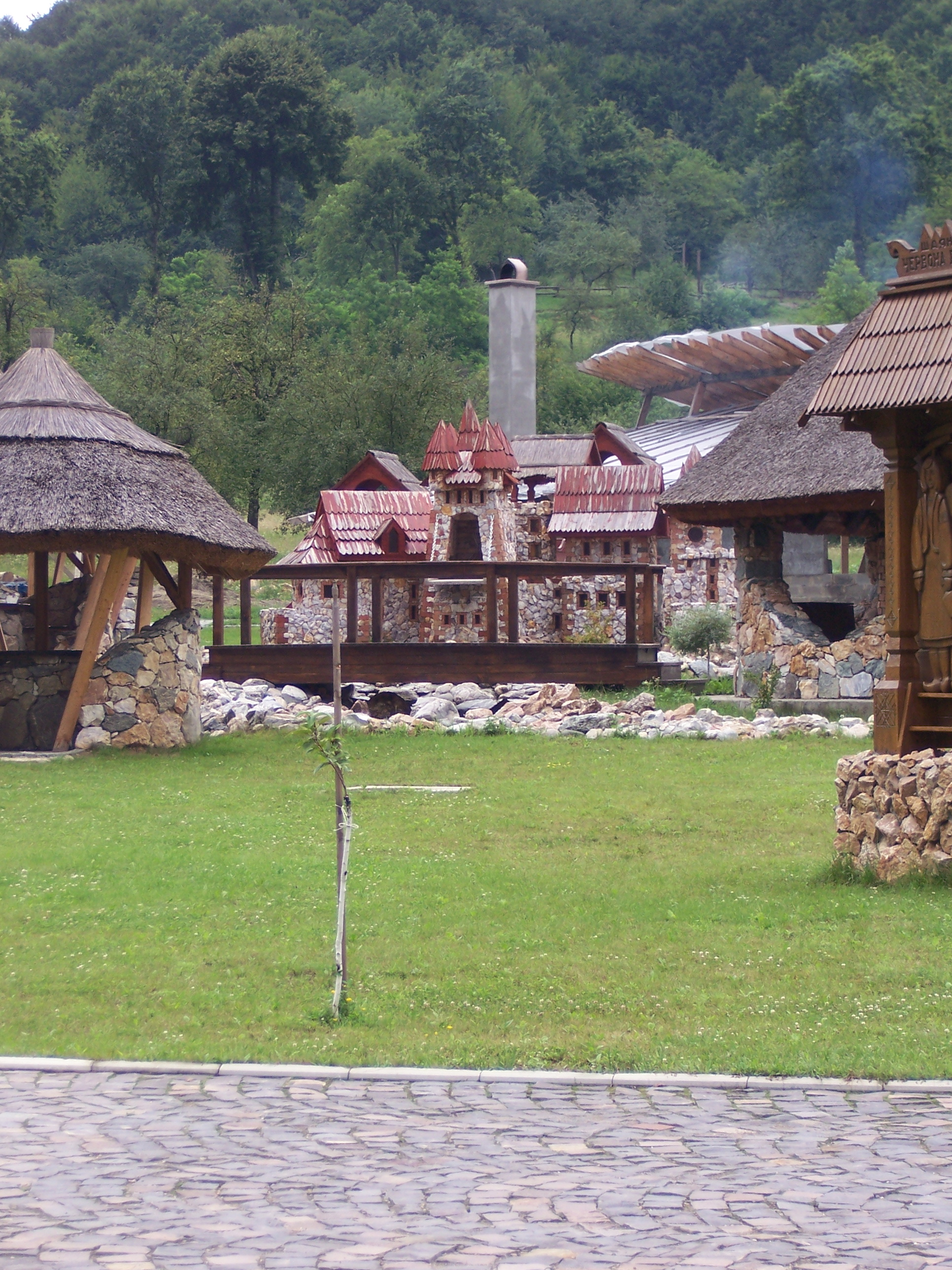
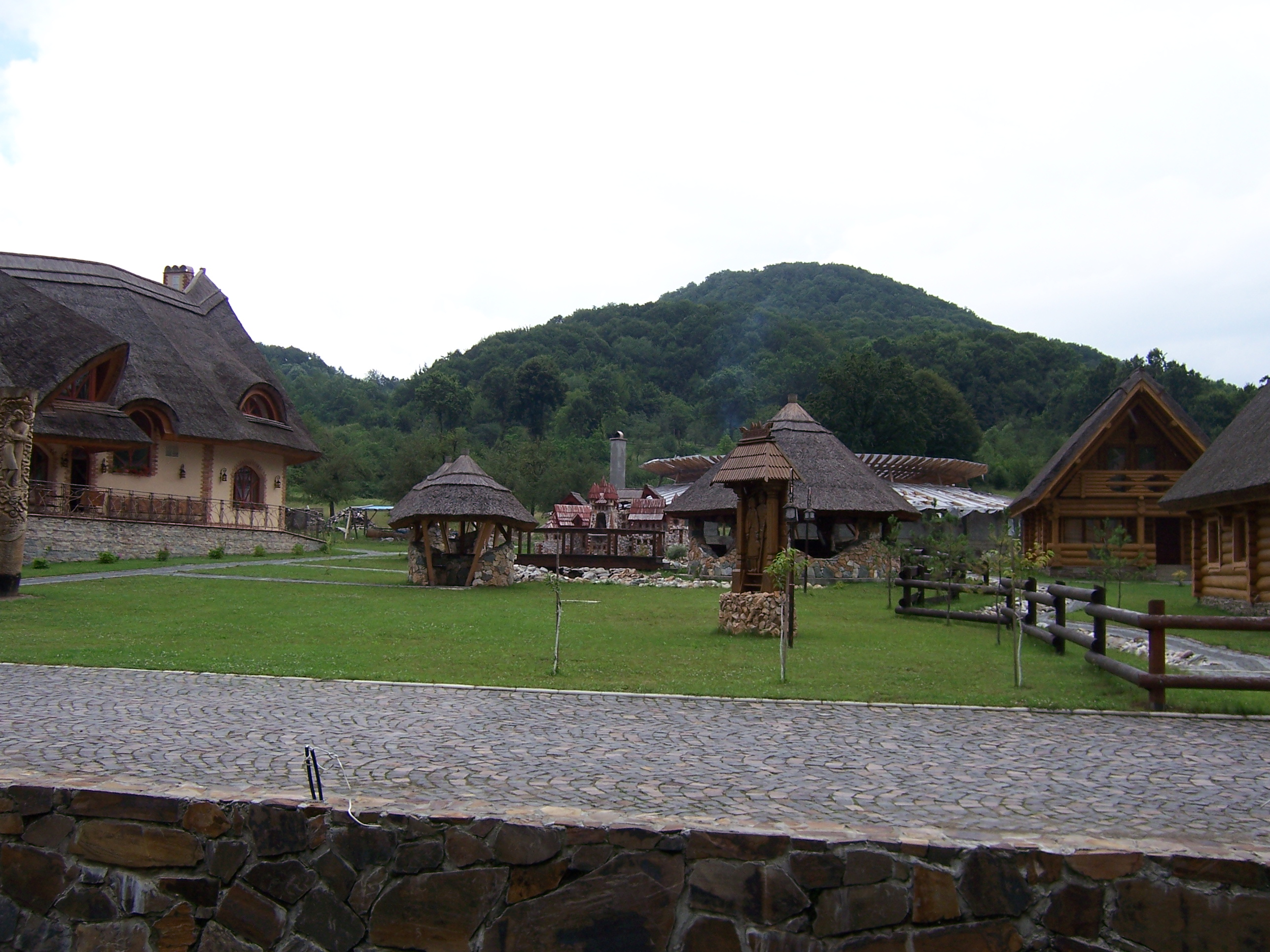
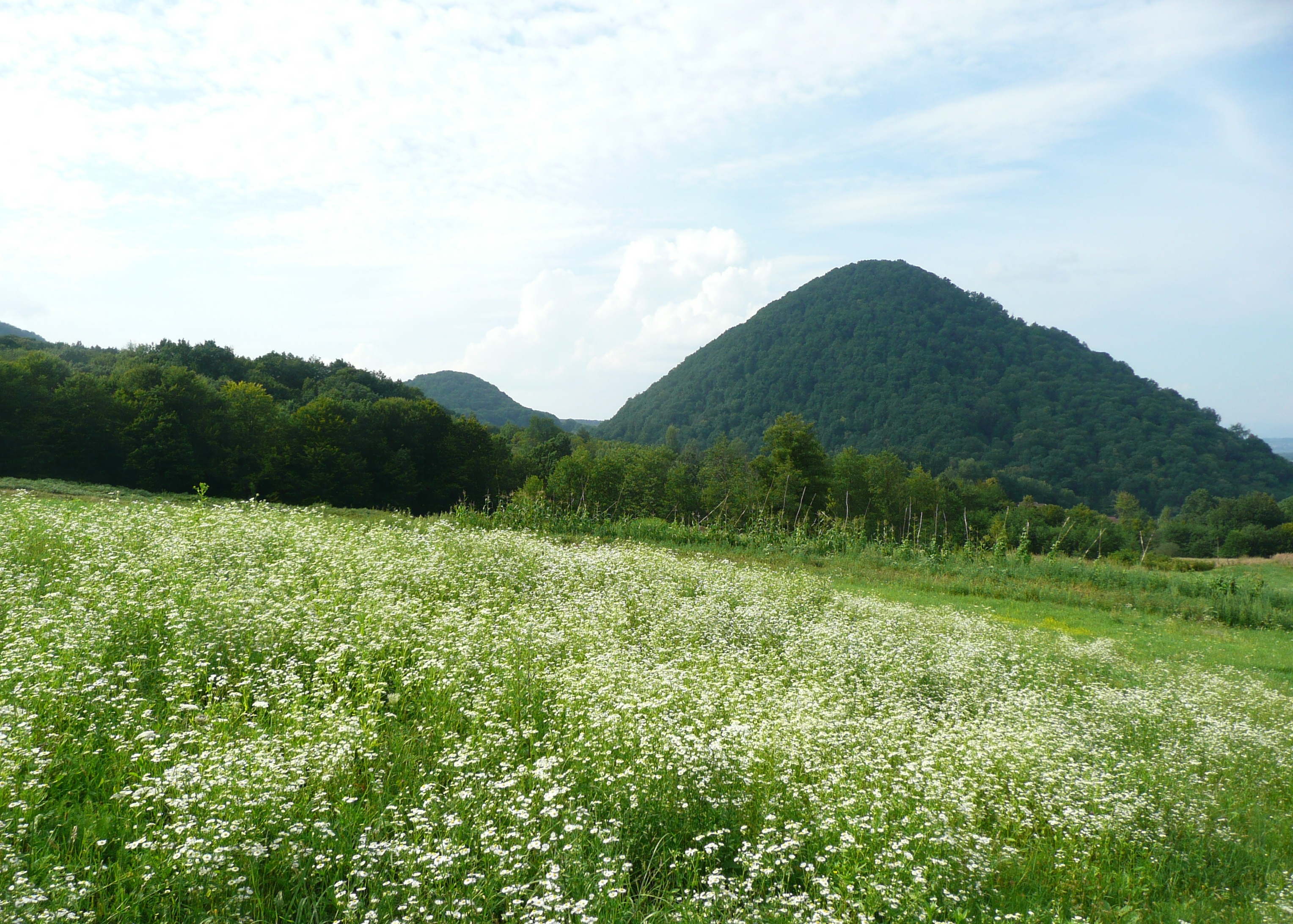